# Carabodes dubius
Carabodes dubius är en kvalsterart som beskrevs av Kulijev 1968. Carabodes dubius ingår i släktet Carabodes och familjen Carabodidae. Inga underarter finns listade.